# 피터 멘사
피터 멘사(Peter Mensah, 1959년 8월 27일 ~ )는 캐나다의 배우이다.

## 출연 작품
- 스네이크 아이즈: 지.아이.조 (2021) - 블라인드 마스터 역
- 미드나잇, 텍사스 (2016)
- 스파르타쿠스 2 : 복수의 시작 (2012)
- 스파르타쿠스 : 갓 오브 아레나 (2011)
- 스파르타쿠스 1 : 블러드 앤 샌드 (2010)
- 아바타 (2009)
- 터미네이터 시리즈 - 사라 코너 연대기 (2008)
- 인크레더블 헐크 (2008)
- 300 (2006)
- 히달고 (2004)
- 태양의 눈물 (2003)
- 트리거맨 (2002)
- 하바드 맨 (2001)
- 제이슨 X (2001)
- 블레스 더 차일드 (2000)
- 스트라이킹 포즈 (1999)